# Culcasia scandens
Espèce
Classification phylogénétique
Statut de conservation UICN

 LC  : Préoccupation mineure
Culcasia scandens est une espèce de Culcasia de la famille des Araceae. Cette plante est localement utilisée comme plante médicinale.